# Walerian Czuma
Walerian Czuma  (né le 24 décembre 1890 à Niepołomice en Autriche-Hongrie auj. Pologne - mort le 7 avril 1962 à Wrexham au Royaume-Uni) est un général de brigade polonais commandant de la défense de Varsovie pendant la campagne de Pologne.

## Biographie
Walerian Czuma fait des études d'agricultutre à Vienne où il rejoint les Drużyny Strzeleckie, une organisation semi-clandestine de scoutisme national polonais. Pendant la Première Guerre mondiale il devient commandant d'un bataillon du 3e régiment des Légions polonaises. En septembre 1916 il est promu capitaine. Il participe à la bataille de Kaniów. Entre avril et août 1918 il exerce la fonction du commandant polonais de la place de Moscou et s'occupe à évacuer et recruter des Polonais dans les forces polonaises. Dès le mois d'août 1918 il organise la 5e Division de Fusilliers polonais appelée aussi la Division de Sibérie, qui combat aux côtés de forces de l'amiral Alexandre Koltchak, Légions tchécoslovaques et le Corps expéditionnaire de l'Entente contre les bolchéviks. Au sein de cette division se trouvent également quelque navires fluviaux, patrouilant le fleuve Ob, ce qui fait du général Czuma, l'organisateur de la première marine de guerre polonaise depuis les partages de la Pologne. Après les combats avec l'Armée rouge il est fait prisonnier, il est d'abord deténu à Krasnoïarsk et Omsk pour être transféré le 6 novembre 1920 à la prison de la Boutyrka. Le 17 janvier 1922 il est échangé contre des commissaires soviétiques.
Ensuite il reprend du service dans l'Armée polonaise. En décembre 1922 il devient chef de l'infanterie de la 19e Division d'infanterie, puis exerce la fonction du commandant de la division. Le 2 mai 1927 il est nommé chef du district militaire de Wilno (Obszar Warowny Wilno). Le 18 février 1928 il devient commandant de la 5e Division d'infanterie à Lwów. Le 1er janvier 1929 il est élevé au grade de général de brigade. Le 15 février 1939 il est nommé commandant des gardes-frontières (Straż Graniczna) par le président de la République de Pologne Ignacy Mościcki.
Le 3 septembre 1939 il est désigné commandant de la défense de Varsovie. Initialement il ne dispose que de forces modestes de la garnison de la ville, mais en peu de temps il réussit à rassembler environ 70 000 soldats et officiers. Ces forces sont composées des unités qui battent en retraite et des volontaires. Le 8 septembre le commandement de l'Armia Warszawa est confié au général Juliusz Rómmel, mais c'est Czuma qui dirige la défense de la ville jusqu'au 29 septembre.
Après la capitulation de Varsovie il est fait prisonnier et envoyé à l'oflag VII-A Murnau. Il est libéré en 1945 par l'Armée américaine.
Lorsque la paix revient, le général Czuma reste en exil au Royaume-Uni où il travaille dans une exploitation agricole à Lark.
Le général Czuma s'éteint le 7 avril 1962 à Wrexham au pays de Galles. Il est initialement enterré à Wrexham. Le 2 juillet 2004 l'urne contenant ses cendres est transférée au cimetière de Powązki à Varsovie.

## Décorations
- Croix de Chevalier de l'ordre militaire de Virtuti Militari
- Croix d'or de l'ordre militaire de Virtuti Militari
- Croix d'argent de l'ordre militaire de Virtuti Militari
- Croix de Commandeur de l'ordre Polonia Restituta (1937)[6]
- Croix d'officier de l'ordre Polonia Restituta
- Croix de l'indépendance avec épées
- Croix de la Valeur (Krzyż Walecznych) - 4 fois
- Croix d'or du mérite (Złoty Krzyz Zasługi) (1928)[7]
- Croix de commandeur de la Légion d'honneur
- Ordre impérial de Léopold[réf. souhaitée]

## Postérité
En hommage au général de brigade Walerian Czuma son nom est donné :
- à l'école primaire de Zawadka
- au poste-frontière de l'aéroport Frédéric-Chopin de Varsovie
- aux rues dans les communes suivantes : Varsovie, Niepołomice et Wadowice.

### Philatélie
En 1988 la Poste polonaise émet un timbre postal "Défense de Varsovie - général de brigade Walerian Czuma" qui fait partie de la série "Campagne de Pologne 1939" (Wojna Obronna 1939).